# Donald Tusk
Donald Franciszek Tusk ['dɔnalt fran'ʨiʃɛk 'tusk] (Gdańsk, 1957. április 22. –) lengyel politikus, a jobbközép Polgári Platform párt társalapítója, majd elnöke. 2007. november 16-tól 2014. szeptember 22-ig Lengyelország Minisztertanácsának elnöke volt. 2014. december 1-től 2019. november 30-ig az Európai Tanács elnöke. 2019. november 20-tól 2022. június 1-ig az Európai Néppárt elnöke volt. 2021-ben a Polgári Platform elnökeként tért vissza a lengyel belpolitikába. A 2023-as lengyelországi parlamenti választáson az általa vezetett Polgári Koalíció pártszövetség a második legtöbb helyet szerezte meg a Nemzetgyűlés alsóházában, a Szejmben, ahol december 11-én ismét megválasztották Lengyelország Minisztertanácsának elnökévé, amely hivatalt december 13-án vette át.

## Tanulmányai
A Gdański Egyetemen történelmet tanult, diplomamunkájának témája Józef Piłsudski munkássága volt.

## Politikai tevékenysége
Tusk 2001–2005 között a Szejm számos házelnök-helyettesének egyike volt. A Polgári Platform megalakulása előtt a Liberális Demokrata Kongresszus (Kongres Liberalno-Demokratyczny) és a Szabadság Unió (Unia Wolności) tagja volt. Utóbbiból azután távozott, hogy egy szavazáson alulmaradt Bronisław Geremekkel szemben.
Politikai felfogásában ötvöződik a szabad, állami beavatkozásoktól mentes piacgazdaság és a szociális konzervativizmus.

### A 2005-ös elnökválasztás
Tusk Gdynia és Słupsk választókerületét képviselte. A Polgári Platform 2005-ben már jelölte az akkori elnökválasztáson, ahol szoros küzdelemben a második fordulóban maradt alul Lech Kaczyńskivel szemben.
A 2005-ös lengyel elnökválasztás kampánya idején Jacek Kurski, Lech Kaczyński segítője azt állította, hogy Tusk nagyapja, a második világháború ideje alatt önkéntesként szolgált a német hadseregben.
Tusk szülei Danzig Szabad Város állampolgárai voltak, s mindketten kasub származásúak. Nagyapját, Józef Tuskot a háború alatt német állampolgárként besorozták a német hadseregbe, ő azonban 10 nap után dezertált, és csatlakozott a nyugati lengyel erőkhöz.
Egyes vélemények szerint Kurski híresztelései miatt nyerte meg végül a választást Lech Kaczyński.

### Miniszterelnökként

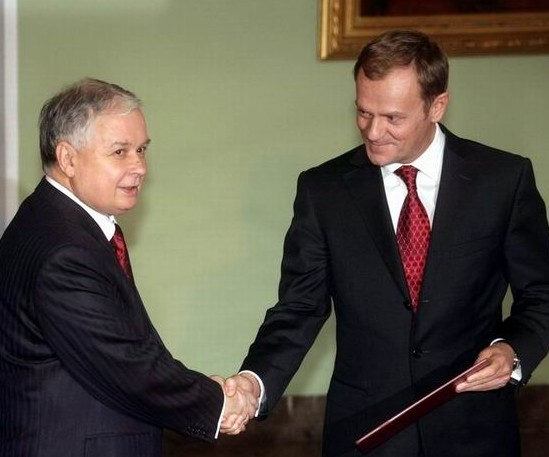
Tusk kézfogása Kaczyński köztársasági elnökkel a miniszterelnöki kinevezésekor 2007. november 9-én

Pártja a szavazatok 41,39%-ának megszerzésével győzött a 2007. október 21-én tartott előrehozott választásokon. 2007. november 9-én Lech Kaczyński államfő hivatalosan is megbízta a kormányalakítással.
Egy héttel később megalakította kormányát, amelynek 2007. november 24-én a Szejm bizalmat szavazott. A lengyel rendszerváltás óta az első miniszterelnök, akit újraválasztottak, a 2011. októberi választások után ismét ő lett a miniszterelnök.

### Az Európai Tanács elnökeként
2014. augusztus 30-án megválasztották az EU állam-, illetve kormányfőiből álló Európai Tanács második állandó elnökének a 2014. december 1. és 2017. május 31. közötti időszakra.
2017. március 9-én bejelentették, hogy a lengyel kormány tiltakozása ellenére Donald Tusk marad az Európai Tanács elnöke a 2017. június 1. és 2019. november 30. közötti időszakban. 2017. december 8-án a Pécsi Tudományegyetem díszdoktorrá avatta. Tusk már itt is finoman célzott rá, hogy nem ért egyet a Fidesz és Orbán Viktor politikájával. Később is egyértelműsítette, hogy a liberális demokráciák értékét fontosnak tartja, és aki nem így tesz az nem kereszténydemokrata. Bírálta Nagy-Britanniát is a Brexit miatt, de az esetlegesen függetlenné váló Skócia felvételét az Európai Unióba támogatná.

### Az Európai Néppárt elnökeként
2019. november 20-tól, egyedüli jelöltként Tusk lett az Európai Néppárt elnöke. Ebben a minőségében továbbra is számos alkalommal bírálta a Fideszt és Orbán Viktort, miután véleménye szerint a Fidesz nem tartja tiszteletben a jogállamiságot, és populista módon migránsellenes propagandát folytat. A kitört koronavírus-járvány idején meghozott magyar koronavírus-törvény miatt további kritikák fogalmazódtak meg Tusk és a Néppárt tagpártjai részéről is, mondván a jogszabály tovább bővíti a Fidesz túlhatalmát. Tusk szorgalmazta a Fidesz kizárását a Néppártból, aki egy interjúban párhuzamot is vont Orbán és a náci Németország között. Az eset után a kormányközeli PestiSrácok.hu portál hamis információkra alapozva azt híresztelte, hogy Tusk nagyapja az SS tisztje volt. Józef Tusk valóban szolgált a Wehrmachtban, de az nem azonos az SS-szel, és ez az infó már 2005 óta tudott volt. Később azt is mondta, Orbán „illiberális demokráciáról” alkotott víziója voltaképpen egy „korcs demokrácia”, mert a jogállamiság és szólásszabadság nélküli demokrácia egyáltalán nem demokrácia. Miután 2021. március 18-án a Fidesz közzétette kilépési nyilatkozatát a Néppártból, amit a párt tudomásul is vett, Tusk egy Twitter-bejegyzésben annyit reagált, hogy „a Fidesz már évekkel ezelőtt elhagyta a kereszténydemokráciát.”
Tusk a magyar és a lengyel járványkezelést is bírálta a Twitteren a magas halálozások miatt, amire Kovács Zoltán államtitkár és Novák Katalin, a Fidesz külkapcsolati alelnöke a magas átoltottsággal és az Unió „tehetetlenségével” vágott vissza, miközben Kovács szerint Tusk „liberális vadonba” vezeti a Néppártot.
2021 végén a Politico Europe Európa legbefolyásosabb embereinek éves rangsorában a „felforgatók” kategória 1. helyére tette.

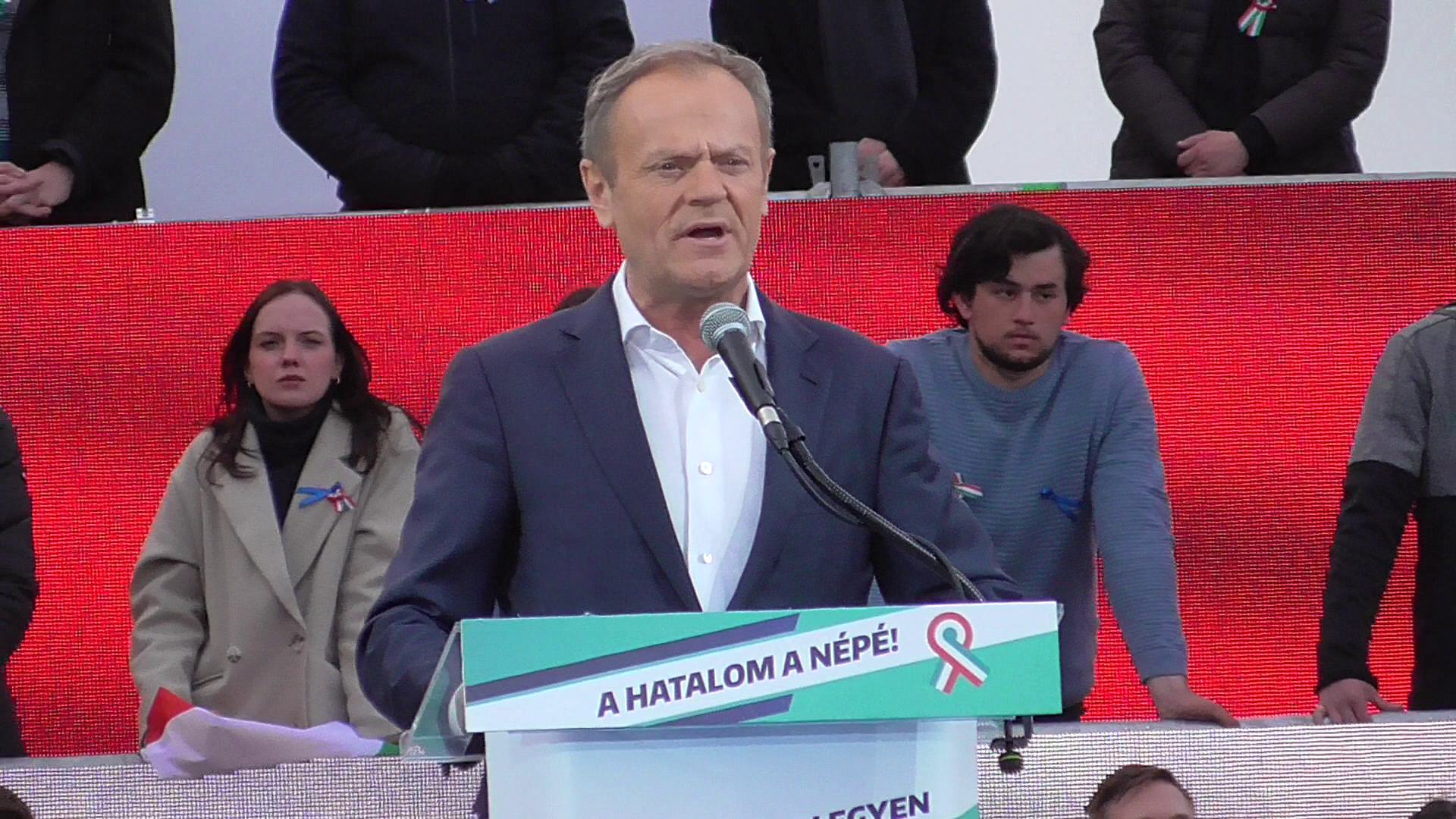
Donald Tusk a magyar ellenzék kampányát is támogatta 2022-ben

A volt lengyel miniszterelnök és az Európai Tanács elnöke visszatért Varsóba, hogy a 2023-as választáson a Polgári Platform élén megdöntse az Európai Unióval egyre inkább szembekerülő Jog és Igazságosság (PiS)-kormányt, és Lengyelországot EU-barát irányba állítsa.

## Családja
Tusk nős, két gyermek, egy fiú (Michał) és egy lány (Katarzyna) apja. Tusk német és kasub származású.